# Lasse Kjus
Lasse Kjus (výslovnost [las:e çʉːs], * 14. ledna 1971, Oslo, Norsko) je bývalý norský reprezentant v alpském lyžování.
Dvakrát vyhrál světový pohár, zlatou olympijskou medaili na zimních olympijských hrách v Lillehammeru v roce 1994. Je řazen mezi nejlepší norské lyžaře všech dob[zdroj?].